# Португальська кухня

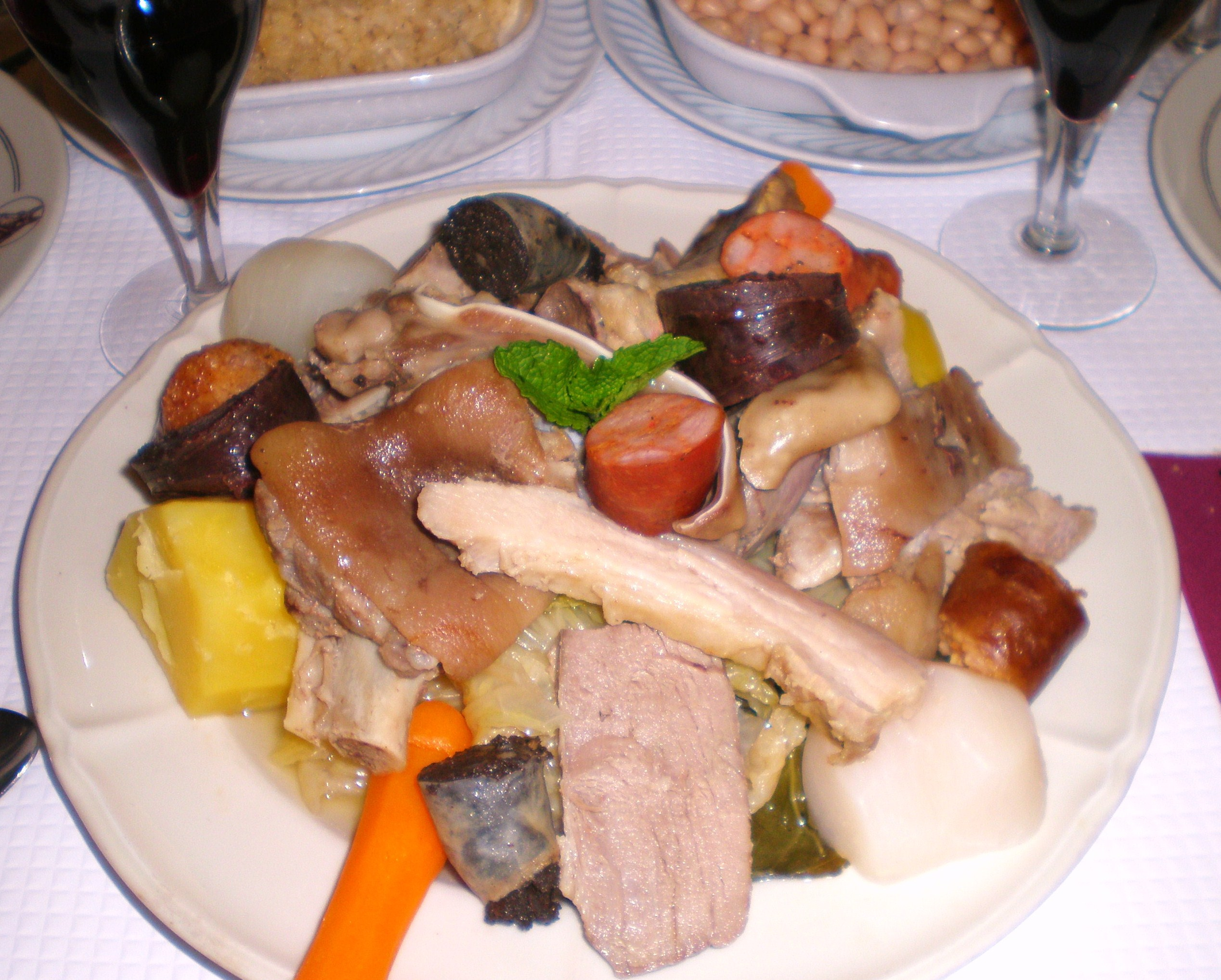
Козіду а португеза

Португальська кухня — це прості і дуже смачні страви з риби і морепродуктів, м'яса і капусти, а також великий вибір сирів.
Основа основ — риба. Із м'яса найулюбленішою є яловичина. Хоча є досить багато страв і з птиці.
Особливе ставлення у португальських кулінарів до овочів. На крихітному клаптику землі їх багато не виростиш, тому овочі майже не нарізають, а подають цілими — сирими чи відвареними. Найпопулярніші — морква, кольорова капуста, стручкова квасоля. Порівняно з Середземномор'ям свіжої зелені вживається менше. Країна ще недавно була досить бідною, тому португальські господарки вміють викрутитися й з дешевих продуктів приготувати надзвичайно смачні страви.
Та, мабуть, найцікавіший розділ португальської кухні — десерти і випічка. Величезний вибір найсмачніших солодощів з мигдалем і корицею.

## Риба
На всьому узбережжі, але особливо на півночі країни, важливу роль грають сардини. На південному узбережжі виловлюють тунців, однак вони занадто дорогі, щоб стати народною національною стравою. Краби, молюски й восьминоги значно дешевше, тому крокети із крабів належать до найпопулярніших національних страв. Магазини переповнені різними сортами сардин у олії, але населення полюбляє свіжі сардини, які часто жарять на ґратах.

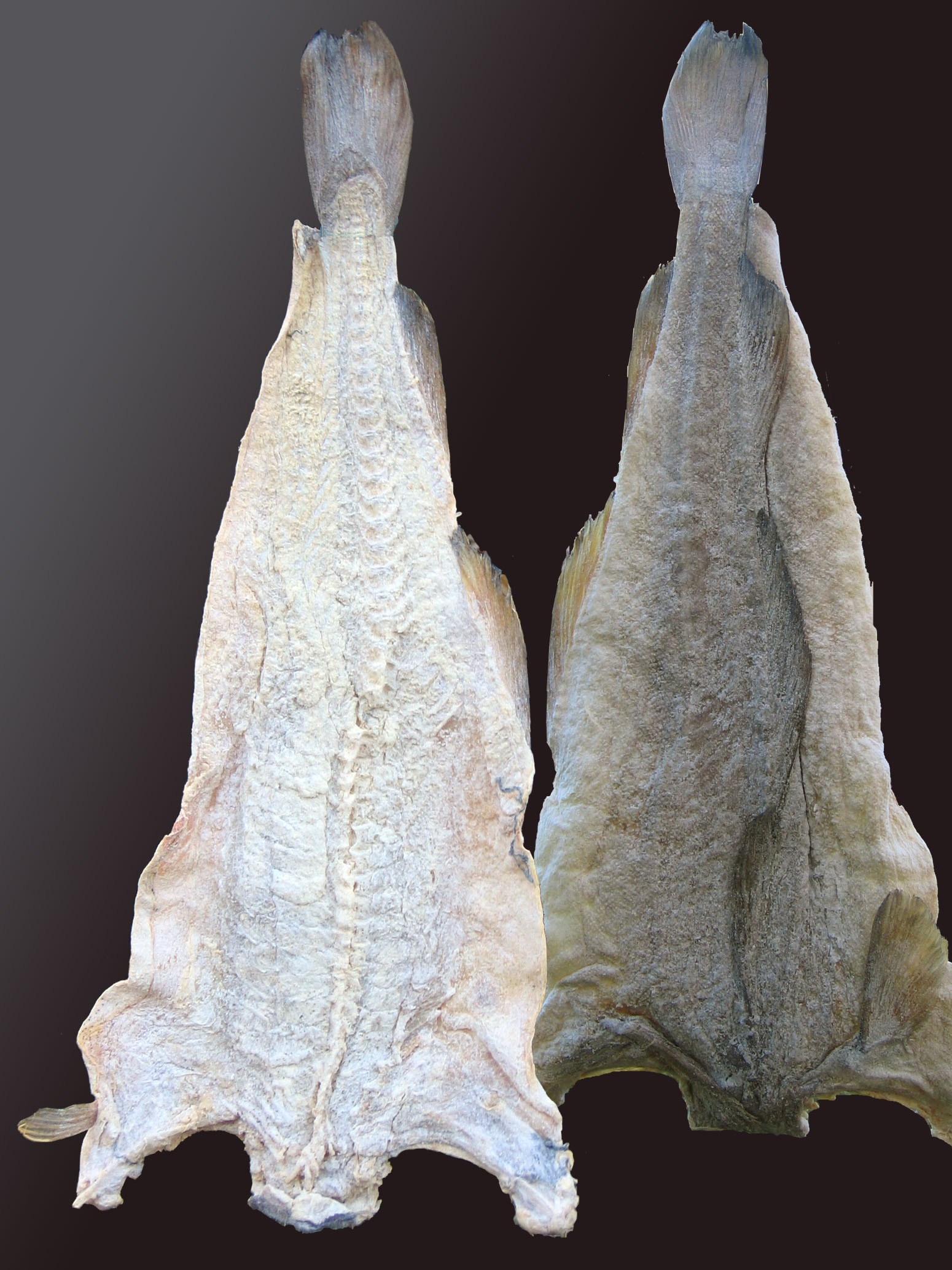
Сушена тріска бакаляу

Люблять португальці й солону сушену тріску бакаляу. Сушити рибу корінне населення навчилося, імовірно, від готів і нормандців, коли ті заходили в південно-європейські порти й обмінювали свої припаси на південні фрукти. У цій жаркій країні зберігання риби за допомогою сушіння досить зручний вихід з положення. У противному випадку жителі континентальних областей, куди в минулому рибу не завозили, були б змушені зовсім втратитися риби. Особливий смак, що відзначають іноземці не тільки в бакаляу, але й в інших страв з риби, надають їм пряності. Мешканець Центральної Європи не міг би виразити словами той присмак, що надає стравам досить розповсюджений римський «кмин» (Cuminum Cuminum L.).

## М'ясо
Велика рогата худоба в цій країні як і раніше залишається тягловою силою, і сьогоденням скотарством з наступною переробкою молока займаються рідко. Однак не можна не здивуватися тому, як у Португалії вміють довести другосортне — третьосортне м'ясо до кондиції біфштексів. Те, що португальська господиня називає словом біфе, може взагалі не мати нічого загального з біфштексом, більше того, необов'язково буде навіть очищено від костей. Кожний шматок м'яса без костей довго витримують у вині і натирають його оливковою олією. І хоча м'ясо не перетвориться в ніжний біфштекс, воно все-таки здобуває досить виразний смак. Вади якості португальська господарка намагається виправити за допомогою зелені, часнику та цибулі. Однак загальнопоширена перевага віддається вареному або тушкованому м'ясу, що часто готується в одному посуді разом з овочами, насамперед із квасолею. Крім квасолі, важливе місце займає шпинат, мангольд (листовий буряк) і нут (баранячий горох). Цей середземноморський вид бобових і надає португальським стравам «в одному горщику» особливий смак.
Ще в 15 столітті, місто Порту мало віддавати усе м'ясо, що було в них, військовим окрім тельбухів. З часом вони винайшли багато способів їх приготування (наприклад добрадінья) і з часом це стало однією з найвідоміших особливостей кухні міста. Крім того, жителів Порту називають «тельбухоїди» (tripeiros).

## Равлики
Страви з равликів популярні у Португалії.
Великі запечені равлики, схожі на французьких ескарго називають караколеташ. Це сезонна закуска з травня до серпня. Після очищення та тримання у суміші трав, равликів з мушлями запікають на шарі солі і подають з розтопленим вершковим маслом і хлібом. 

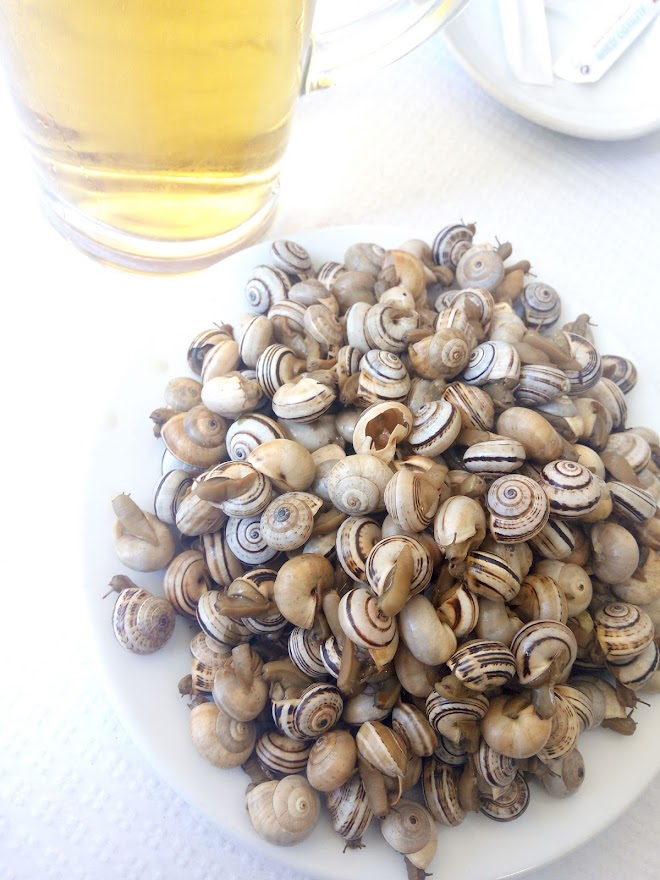
Миска каракойш

До пива та іншого алкоголю у Португалії подають миску невеликих равликів каракойш (порт. caracóis). У цій страві використовують менші види равликів Theba pisana та Otala lactea, їх варять у підсоленій воді з додаванням оцту, потім знову промивають і варять зі спеціями і овочами (часник, цибуля, орегано і гострий перець малагета). 

## Десерт
Португальці дуже люблять солодке. Витягнутий у тонке волосся жовток для прикраси десертів не тільки можна купити в магазині — рецепт його готування знає кожна проста господиня. Найвідомішим португальським тістечком традиційно вважаються паштейші-де-ната — тарталетки із заварним кремом.
Португальські десерти мали вплив на тайську кухню. Марія Гуйомар де Пінья запровадила ряд страв (фой тонг) при дворі короля Сіаму.

## Напої
Серед алкогольних напоїв найвідоміший у світі — портвейн. Його виробництву приділяється надзвичайна увага, адже портвейн становить біля третини виноробної продукції країни. Інше припадає двома третинами на червоне й однієї третю на біле столове вино. З білих вин найвідоміше — Віньє Вердес, що йде й на експорт.

## Типові португальські страви

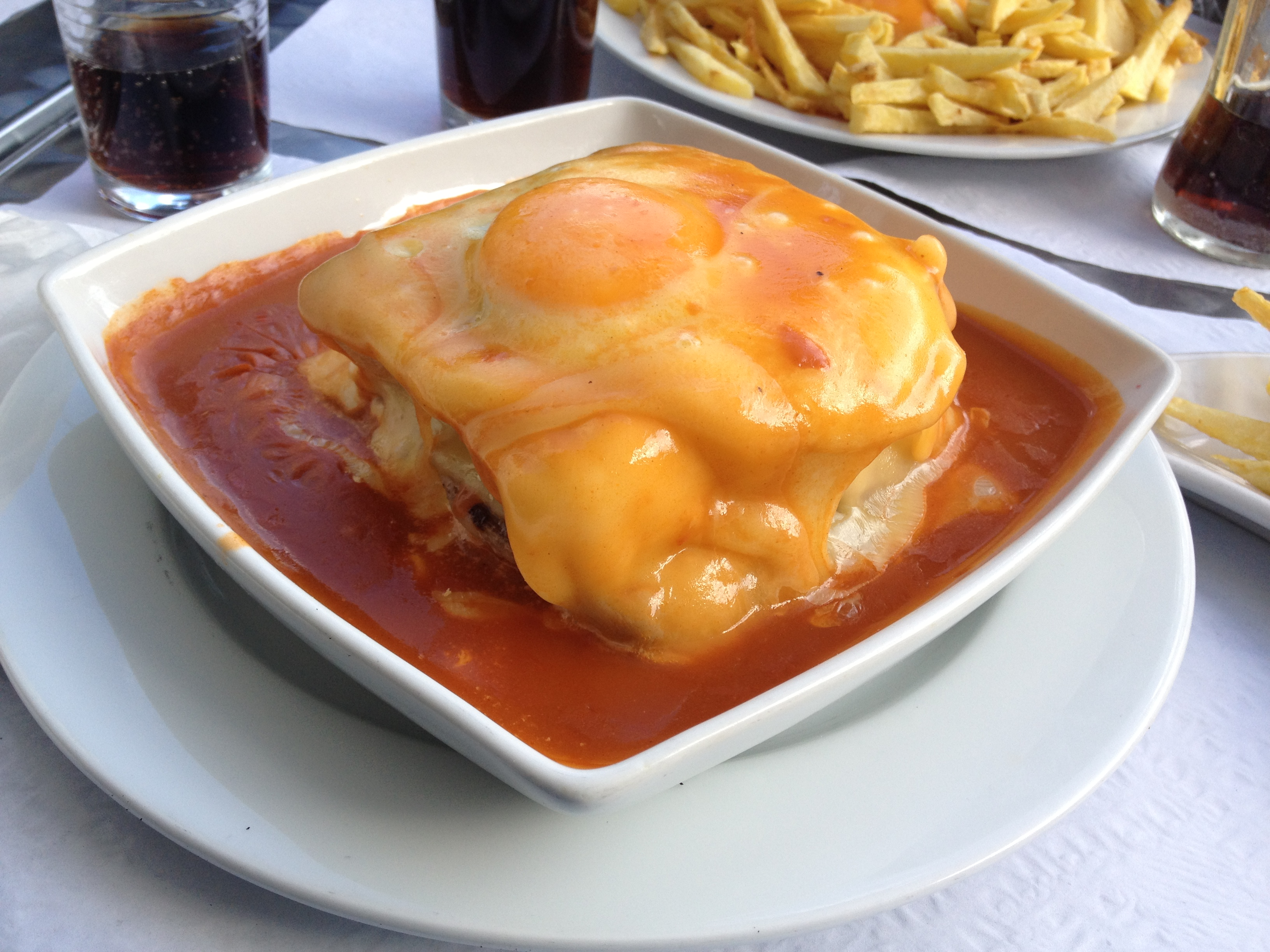
Франчесінья

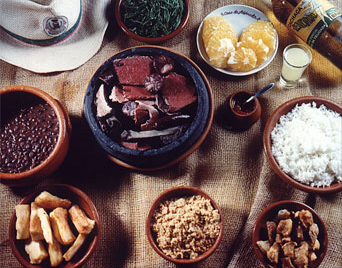
Фейжоада

- Курча «Пирі-пирі» — з дуже гострим червоним перцем
- Бакаляу — солона тріска. Вона відома тим, що може готуватися у 365 способів — по одному на кожен день року.
- Фейжоада — запечені чорні боби з сушеним м'ясом, ковбасками, часником та ін.
- Франчесінья (порт. Francesinha), що перекладі означає «маленька француженка» — сандвіч родом із Порту (Португалія), складається із двох скибок підсмаженого хлібу, між якими в'ялена шинка, лінгвіса, свіжа ковбаса чиполата, яловичий стейк або смажене м'ясо.
- Пейшинюш да орта (перекладається як «Рибки із саду») — стручкова квасоля або інші овочі в клярі на основі пшеничного борошна, який потім обсмажується у фритюрі. Завезена в Японію єзуїтськими місіонерами у шістнадцятому столітті, де згодом перетворилася на темпуру.
- Сардинья ассада (перекладається як «смажені сардини» чи «сардина на грилі») — традиційна друга страва португальської кухні.
- Козіду а португеза — португальське рагу.
- Кабідела — традиційна друга страва з крові курки або кроля.